# تغير الصمام الرئوي
تغير الصمام الرئوي (بالإنجليزية:  Pulmonary valve replacement)‏ أو تغير صمام ثلاثي الشرف. وهو إجراء جراحي يتم إما عن طريق عن القسطرة عن طريق عملية فتح الصدر.

## سبب الإجراء
يعود سبب هذا الإجراء إلى أمور عدة ولأهمها ː
- تضيق الصمام (stenosis) - ناتج عن الداء القلبي الروماتزمي
- قصور الصمام (insufficiency) - يحدث عادة كمشكلة ثانوية لمرض في الصمام ثنائي الشرف.
- قد يؤدي التضيق أو القصور الشديد في الصمام الثلاثي الشرف إلى ارتفاع حاد في ضغط الدم الوريدي، ونتيجة لذلك يحصل احتقان للدم في أعضاء الجسم المختلفة وبالتالي تتكون وذمة نسيجية خطيرة. علامة سريرية أخرى هي التعب والانخفاض بالاداء وذلك نتيجة لانخفاض نشاط القلب.

## الإجراء
في حال تضرر الصمام ذاته، كما هو الحال في امراض القلب الروماتيزية، فان اصلاح الصمام لا يكون ممكنا دائما. في هذه الحالة يمكن استبدال الصمام (بصمام بيولوجي أو ميكانيكي). كما يمكن في حالات استثنائية وخاصة في حالات التهاب الشغاف العدوائية، هنالك من يفضل استئصال شرفات الصمام الملوثة، والامتناع عن زرع صمام اصطناعي. أما في حال كان هناك تضيق بالصمام - يمكن إجراء عملية بضع الصوار (Commissurotomy) أو استبدال الصمام.

## المخاطر والمضاعفات
مصاعفات هذا اأجراء تعد قليلة نسبة إلى اجراءات الاستبدال لصممات القلب الأخرى.وتتميز اعقد هذه المضعفات بضرر في مسالك توصيل الكهرباء في القلب. يكون هذا الضرر مؤقتا في الغالب، حيث ان نسبة ضئيلة من المرضى سيحتاجون إلى جهاز دائم لتنظيم ضربات القلب (pacemaker).

## وصلات إضافية
http://www.hopkinsmedicine.org/heart_vascular_institute/conditions_treatments/treatments/valve_pulmonary.html
http://www.webteb.com/heart/treatment/%D8%AC%D8%B1%D8%A7%D8%AD%D8%A9-%D8%A7%D9%84%D8%B5%D9%85%D8%A7%D9%85-%D8%A7%D9%84%D8%AB%D9%84%D8%A7%D8%AB%D9%8A-%D8%A7%D9%84%D8%B4%D8%B1%D9%81